# Antfeld
Antfeld ist ein Ortsteil der Stadt Olsberg im Hochsauerlandkreis rund 800 Einwohnern.

## Geographie
Antfeld liegt am Oberlauf der Ruhr, 5 km vom Zentrum der Stadt Olsberg entfernt.
Die Bundesstraße 7, die entlang des Dorfes verläuft, führt in östlicher Richtung weiter nach Brilon, westlich nach Meschede.
Antfeld liegt auf einer Höhe von 359 m ü. NN.
Die genaue geographische Lage von Antfeld: 51,367° nördlicher Breite, 8,467° östlicher Länge.

### Nachbarorte
Zu den Nachbarorten von Antfeld gehören:
- Altenbüren
- Nuttlar
- Bigge
- Esshoff

## Geschichte
Antfeld ist, flächenmäßig betrachtet, der größte Ortsteil von Olsberg.
Der Ort wurde 1026 erstmals erwähnt, eine Ministerialenfamilie von Antfeld ist 1259, 1269 und 1279 urkundlich belegt. Der Ort ist durch den Schieferbergbau (1355) bekannt geworden.
Annette von Droste-Hülshoff lobte das Schloss Antfeld überschwänglich. Über Jahrhunderte gaben die Barone von Papen dem Dorf seine Prägung. In der Blüte des Schieferbergbaus wurden im Ort bis in die 1940er Jahre sieben Stollen betrieben. Die Stollen wurden nach dem Einmarsch der Alliierten mit 80 Tonnen Dynamit gesprengt.
Seit Anfang 1945 zogen Fremdarbeiter, darunter Frauen und Kinder, unter Bewachung durchs Dorf in Richtung Osten. In der Nacht vom 17. auf den 18. März lagerten fast 2000 dieser Fremdarbeiter im Dorf und mussten versorgt werden. Da nicht genug Nahrung verteilt wurde, kam es zur Plünderung von Runkel- und Steckrübenmieten. Am 31. März zogen Wehrmachtssoldaten Richtung Altenbüren. Am 2. April erlebte die Bevölkerung den schweren Beschuss des östlichen Nachbardorfs Altenbüren. In der Dorfschule richtete die Wehrmacht eine Verbandsstelle ein. Am 3. April wurde das Wehrmeldeamt der Kreise Brilon und Meschede, welches erst am 5. März ins Dorf verlegt worden war, nach Dorlar verlegt. Am gleichen Tag zogen Männer vom Volkssturm Freikorps Sauerland und eine Abteilung vom Reichsarbeitsdienst aus Winkhausen durchs Dorf Richtung Altenbüren. Am 3. April suchte die Bevölkerung Schutz in den Stollen der Egongrube, Steinkuhle und im Ochsenberg. Andere gingen in die Höhle im Himmelreich. Am 5. April wurde Antfeld beschossen. Mehrere Gebäude wurden unterschiedlich schwer getroffen. Ein Einwohner wurde so schwer verwundet, dass er am 26. April im Lazarett verstarb. Auch ein französischer Gefangener wurde verwundet. Im Stollen der Grube Egon starb eine Frau. Am 6. April besetzten US-Soldaten aus Richtung Bigge das Dorf. Rund 100 deutsche Soldaten wurden gefangen genommen. In der Nacht vom 7. auf den 8. April wurde eine Frau erschossen, welche nicht auf Rufe eines Postens reagierte. Drei deutsche Soldaten, darunter ein Pilot, wurden auf dem Friedhof begraben. Bis zu deren Abtransport am 16. Mai, kam es im Dorf zu Diebstählen ehemaliger Fremdarbeiter aus der Sowjetunion.
Im Zweiten Weltkrieg fielen 54 Männer aus dem Dorf als Soldaten, davon die meisten an der Ostfront.
Am 1. Januar 1975 wurde Antfeld nach Olsberg eingemeindet.

## Politik

### Ortsvorsteher
Ortsvorsteher des Ortes ist Martin Aleff (CDU).

## Sehenswürdigkeiten

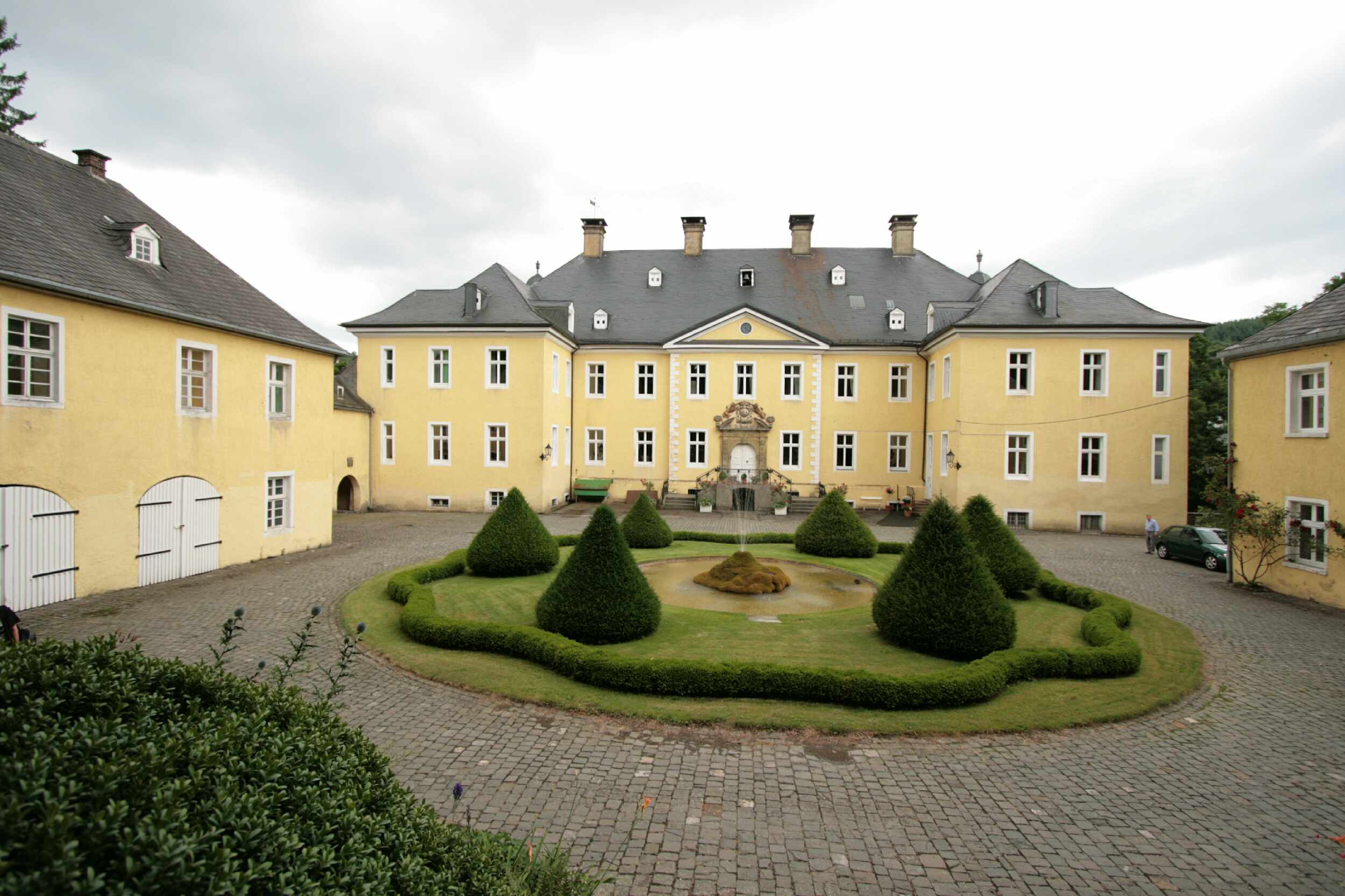
Schloss Antfeld

Im Dorf liegt, umgeben vom Langerberg und Steinberg, der Hamberg mit der Hambergkapelle, die zu Ehren der 34 Gefallenen des Dorfes im Ersten Weltkrieg, im Jahr 1923 errichtet wurde. Weiterhin gibt es auf dem Hamberg eine Muttergottesgrotte, die nach dem Vorbild der Lourdesgrotte in den Fels geschlagen und am 29. Mai 1930 (Himmelfahrtstag) eingeweiht wurde.
Das Wahrzeichen von Antfeld ist das hell-gelbe Schloss Antfeld.

## Wappen
Über grünem Schildfuß von rechts schräggeteilt, oben auf Schwarz silberne Schlägel und Eisen, unten auf Silber ein schwarzes Krückenkreuz, im Schildfuß ein schwarzer achtspeichiger Radreifen.